# Conrad II del Sacre Imperi Romanogermànic
Conrad II (vers 990 – 4 de juny de 1039) era un membre de la noblesa de Francònia, fill del comte Enric d'Espira i Adelaida d'Alsàcia. Quan el 1024 la línia saxona-otoniana de la monarquia electiva germana es va extingir, va ser escollit rei d'Alemanya a l'edat avançada (per l'època) de trenta-quatre anys. Tres anys més tard va ser coronat emperador del Sacre Imperi Romanogermànic, esdevenint el primer dels quatre emperadors de la Dinastia Sàlica.
Durant el seu regnat va consolidar la monarquia germànica com una instituació viable, reduint-ne la dependència de les aliances puntuals amb la noblesa territorial.

## Biografia

### Accés al tron
Conrad era fill d'Enric d'Espira, un net de la filla de l'emperador Otó I Liutgarda i el duc sàlic Conrad el Roig de Lorena. El seu pare va morir quan ell encara era un infant i va passar la joventut en relativa pobresa pels estàndards de la noblesa, sent educat pel bisbe de Worms.
El 1016 es va casar amb Gisela de Suàbia, una duquessa vídua que era parent distant seva, ja que tots dos descendien de Carlemany. Alguns canonistes estrictes van denunciar el matrimoni, i l'emperador Enric II va aprofitar l'excusa per enviar-lo a l'exili.
Eventualment es va reconciliar amb l'emperador i va tornar a Alemanya. A la mort d'Enric II l'any 1024, Conrad va ser considerat com un dels candidats a la successió a l'assemblea de prínceps. Va ser escollit per la majoria i fou coronat a Magúncia el 8 de setembre de 1024.
Els bisbes italians van anar a la cort de Conrad a Constança a retre-li homenatge el juny de 1025, però la noblesa italiana intentava coronar a Guillem V d'Aquitània. Però el 1026 Conrad va desplaçar-se a Milà, on l'arquebisbe de la ciutat el coronà rei d'Itàlia, i després de vèncer l'oposició d'algunes viles Conrad va arribar a Roma la Pasqua del 1027, on fou coronat emperador pel papa Joan XIX.

### Regnat
El 1028 va fer que el seu fill Enric fos ungit i confirmat com a co-rei. Va casar-lo amb Gunilda de Dinamarca, filla del seu amic Canut el Gran (rei de Dinamarca, Noruega i Anglaterra).
El 1027, es va produir una rebel·lió al Sacre Imperi Romanogermànic quan Conrad es trobava a Itàlia. Matilda de Suàbia i el líder de la rebel·lió, Ernest II de Suàbia, van posar Miecislau II Lambert al seu costat i aquest envaïa Saxònia el gener de 1028. Malgrat el tractat que assegurava la pau entre Polònia i Alemanya, l'emperador aviat va armar una expedició de revenja en 1029 atacant sense èxit Bautzen i Lusàcia. Amenaçat pels hongaresos, que s'havien aliat Miecislau, amb l'emperador es va veure obligat a retirar-se. Miecislau va tornar a envair Saxònia mentre el seu aliat del sud va atacar Baviera i va ocupar temporalment Viena. Conrad va convèncer Oldřich de Bohèmia per atacar Moràvia, que prengué a Miecislau. Com a resposta, l'emperador va organitzar una altra expedició contra el rei polonès, aquesta vegada organitzant una coalició contra Mieszko II. En 1030, Iaroslau I de Kíev va començar l'ofensiva i va conquerir la Rutènia Roja i alguns castells de Belz. El 1031, l'emperador va concloure la pau amb Esteve I d'Hongria cedint els territoris entre els rius Leitha i Fischa. Ara que l'emperador estava menys preocupat per un atac des del sud, a la tardor de 1031, va passar a l'ofensiva contra Polònia i va assetjar Milsko. L'ofensiva va acabar amb un èxit total, i Mieszko II es va veure obligat a cedir Lusàcia a l'emperador i perdent la seva condició de rei convertint-se en duc de Polònia i vassall de Conrad.
A mort de Miecislau II Lambert, la seva dona Richensa va intentar assegurar la corona al seu fill Casimir privant del tron al seu germà Bezprym que es refugià al Rus de Kiev. Tanmateix, no ho aconseguí i Casimir hagué de fugir al Regne d'Hongria mentre les parts centrals de Polònia eren controlades per Bezprym en aliança amb Conrad i Iaroslau I de Kíev. El regnat de Bezprym va ser passatger, fou assassinat el 1032 i Miecislau II retornà al tron de Polònia.

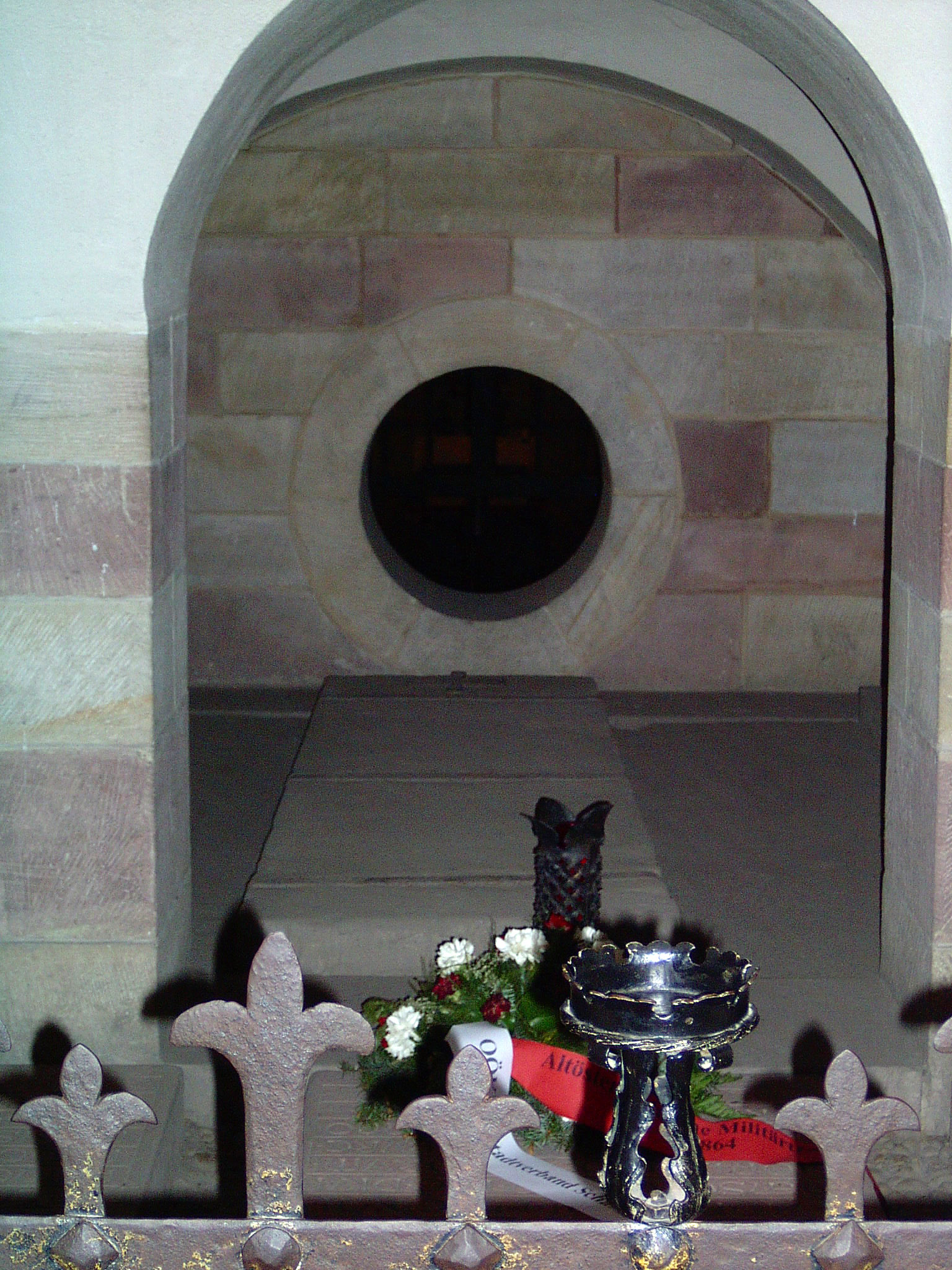
Tomba de Conrad a la Catedral d'Espira

Quan el darrer rei de Borgonya Rodolf III va morir el 2 de febrer de 1032, Conrad va apoderar-se del regne i tot i alguna oposició inicial, va aconseguir que els nobles borgonyesos i provençals li retessin homenatge a Zúric el 1034. Aquest nou regne de Borgonya, que comprenia el sud-est de l'actual França i la Suïssa occidental, seria conegut com a Regne d'Arle sota els successors de Conrad.
L'any 1038 es va desplaçar al sud d'Itàlia responent a la petició del príncep Guaimar IV de Salern, que li demanava que arbitrés en la disputa entre ell i el príncep Pandulf entorn la ciutat de Càpua. Pandulf va acabar fugint a Constantinoble i el Mezzogiorno italià va quedar en mans de Guaimar, ara lleial a l'Imperi.
De retorn a Alemanya una epidèmia es va estendre entre l'exèrcit imperial. Entre les víctimes i va haver la jove de Conrad Gunilda, i també el seu fillastre.
El 1039 Conrad emmalaltí i acabà morint de gota a Utrecht. El seu cos va anar en processó a través de Colònia, Magúncia i Worms per fins a arribar a la Catedral d'Espira. Conrad havia ordenat iniciar la construcció de la catedral d'Espira el primer any del seu regnat, i encara estava inacabada quan hi va ser enterrat.

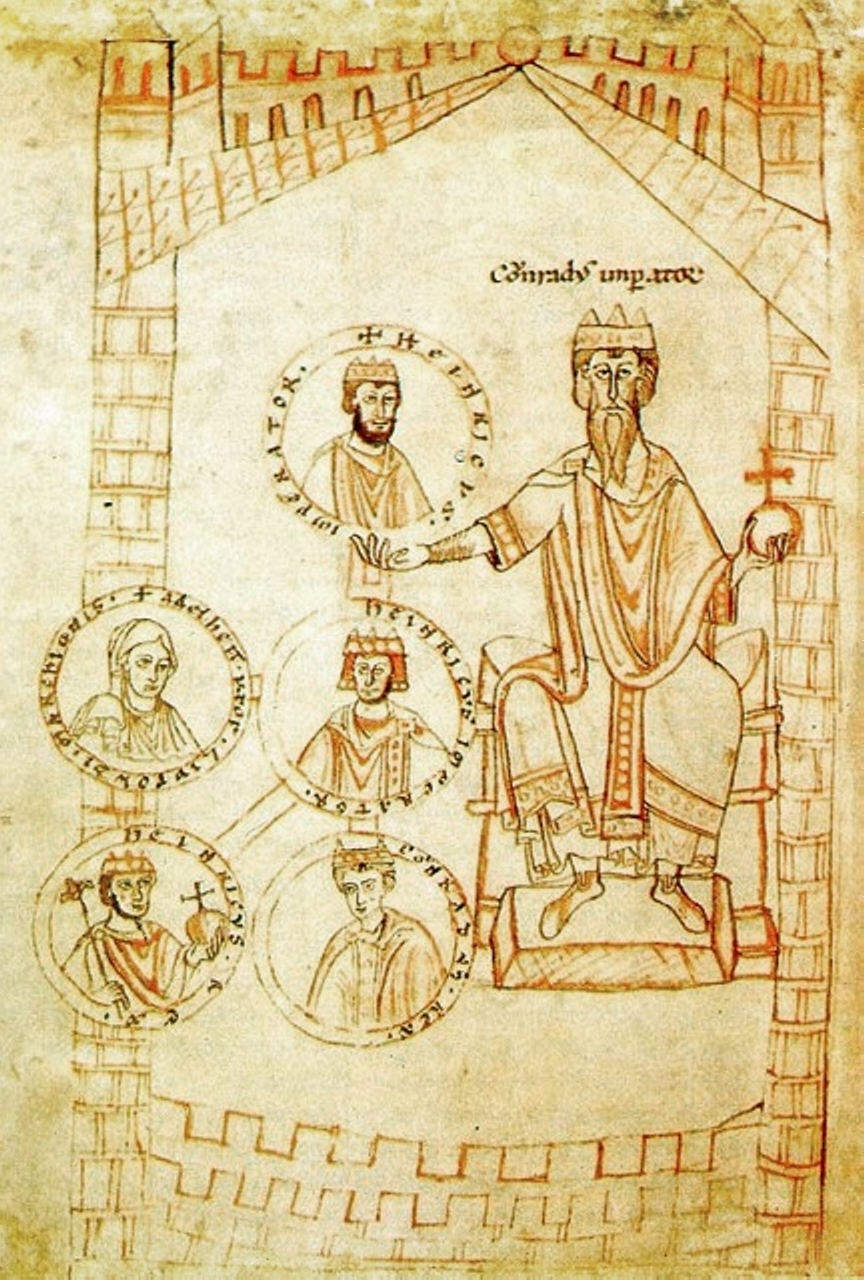
Imatge d'una crònica del amb Conrad II al tron sostenint retrats dels monarques sàlics que el succeïren: Enric III, Enric IV, Conrad, Enric V i Agnès.

## Família

### Avantpassats
|  |                          |  |  |  |  |  |  |  |  |  |  |  |  |  |  |  |
|  | 16. Comte Werner V       |  |  |  |  |  |  |  |  |  |  |  |  |  |  |  |
|  |                          |  |  |  |  |  |  |  |  |  |  |  |  |  |  |  |
|  |                          |  |  |  |  |  |  |  |  |  |  |  |  |  |  |  |
|  | 8. Duc Conrad el Roig    |  |  |  |  |  |  |  |  |  |  |  |  |  |  |  |
|  |                          |  |  |  |  |  |  |  |  |  |  |  |  |  |  |  |
|  |                          |  |  |  |  |  |  |  |  |  |  |  |  |  |  |  |
|  | 4. Duc Otó I de Caríntia |  |  |  |  |  |  |  |  |  |  |  |  |  |  |  |
|  |                          |  |  |  |  |  |  |  |  |  |  |  |  |  |  |  |
|  |                          |  |  |  |  |  |  |  |  |  |  |  |  |  |  |  |
|  | 18. Emperador Otó I      |  |  |  |  |  |  |  |  |  |  |  |  |  |  |  |
|  |                          |  |  |  |  |  |  |  |  |  |  |  |  |  |  |  |
|  |                          |  |  |  |  |  |  |  |  |  |  |  |  |  |  |  |
|  | 9. Liutgarda             |  |  |  |  |  |  |  |  |  |  |  |  |  |  |  |
|  |                          |  |  |  |  |  |  |  |  |  |  |  |  |  |  |  |
|  |                          |  |  |  |  |  |  |  |  |  |  |  |  |  |  |  |
|  | 19. Edith de Wessex      |  |  |  |  |  |  |  |  |  |  |  |  |  |  |  |
|  |                          |  |  |  |  |  |  |  |  |  |  |  |  |  |  |  |
|  |                          |  |  |  |  |  |  |  |  |  |  |  |  |  |  |  |
|  | 2. Enric d'Espira        |  |  |  |  |  |  |  |  |  |  |  |  |  |  |  |
|  |                          |  |  |  |  |  |  |  |  |  |  |  |  |  |  |  |
|  |                          |  |  |  |  |  |  |  |  |  |  |  |  |  |  |  |
|  | 5. Judit de Baviera      |  |  |  |  |  |  |  |  |  |  |  |  |  |  |  |
|  |                          |  |  |  |  |  |  |  |  |  |  |  |  |  |  |  |
|  |                          |  |  |  |  |  |  |  |  |  |  |  |  |  |  |  |
|  | 1. Conrad II             |  |  |  |  |  |  |  |  |  |  |  |  |  |  |  |
|  |                          |  |  |  |  |  |  |  |  |  |  |  |  |  |  |  |
|  |                          |  |  |  |  |  |  |  |  |  |  |  |  |  |  |  |
|  | 3. Adelaida d'Alsàcia    |  |  |  |  |  |  |  |  |  |  |  |  |  |  |  |
|  |                          |  |  |  |  |  |  |  |  |  |  |  |  |  |  |  |
|  |                          |  |  |  |  |  |  |  |  |  |  |  |  |  |  |  |

### Núpcies i descendents
Conrad es va casar el 1016 amb Gisela de Suàbia (999-1042), filla del duc de Suàbia Herman II. Tingueren dos fills:
- Enric (1017-1056), hereu i successor de Conrad.
- Matilde (1020-1034), futura promesa d'Enric I de França, moriria abans de poder-s'hi casar.